# Krzysztof Ujejski
Krzysztof Ujejski z Rupniewa herbu Szreniawa bez Krzyża (zm. przed 14 lipca 1737 roku) – podstoli sandomierski od 1725 roku.
Jako poseł na sejm konwokacyjny 1733 roku z województwa sandomierskiego był członkiem konfederacji generalnej zawiązanej 27 kwietnia 1733 roku na tym sejmie.